# Ultimátum (seriál)
Ultimátum je slovensko-český kriminální seriál, jenž byl vysílán na TV JOJ od 26. března 2022 do 8. května 2022. Hlavní roli ztvárnil Ján Koleník. Seriál byl natočen pro TV Joj v koprodukci s Českou televizí..

## O seriálu
Policejní vyjednavač Dano Andrik se zapletl do politicko-vyjednavačské krize, která se udála na kardiochirurgickém oddělení v jedné nemocnici, kde se kromě ministra nachází i Andrikova manželka Lenka Naušová, která je těhotná.
Aby ji mohl Dano společně s dalšími pacienty dostat do bezpečí, je nucen čelit požadavkům únosce Korňana. Dano se musí rozhodnout: buď splňování příkazů z nejvyšších míst anebo očistit jméno únosce.

## Obsazení
| Herec                 | Role                   | Díl | Řada | Rok  | Poznámky                             |
| --------------------- | ---------------------- | --- | ---- | ---- | ------------------------------------ |
| Ján Koleník           | por. Daniel Andrik     | 1   | 1    | 2022 | policejní vyjednavač                 |
| Milan Bahúl           | mjr. Pavel Korňan      | 1   | 1    | 2022 | únosce, bývalý voják a zločinec      |
| Ester Geislerová      | Lenka Naušová          | 1   | 1    | 2022 | manželka Daniela Andrika             |
| Matyáš Valenta        | Šimon Andrik           | 8   | 1    | 2022 | syn Daniela Andrika                  |
| Alena Mihulová        | Hana Naušová           | 1   | 1    | 2022 | matka Lenky Naušové                  |
| Svätopluk Malachovský | Andrej Podhradský      | 1   | 1    | 2022 | slovenský ministr obrany             |
| Pavel Šimun           | Miloš Podhradský       | 1   | 1    | 2022 | syn Andreje Podhradského             |
| Natália Germani       | Kristýna Podhradská    | 1   | 1    | 2022 | manželka Andreje Podhradského        |
| Anna Šišková          | Zdena Podhradská       | 1   | 1    | 2022 | bývalá manželka Andreje Podhradského |
| Jakub Gogál           | Peter Křížek           | 1   | 1    | 2022 | ochránce Andreje Podhradského        |
| Ján Slezák            | Filip Rajman           | 1   | 1    | 2022 | ochránce Andreje Podhradského        |
| Miroslav Etzler       | Jiří Málek             | 1   | 1    | 2022 | český premiér                        |
| Ján Jackuliak         | Viktor Kubec           | 1   | 1    | 2022 | slovenský ministr spravedlnosti      |
| Diana Mórová          | Simona Ruprichová      | 1   | 1    | 2022 | tajemnice                            |
| Marko Igonda          | Tibor Zemánek          | 1   | 1    | 2022 | tajemník                             |
| Peter Kočíš           | Juraj Kysucký          | 1   | 1    | 2022 | slovenský premiér                    |
| Ľubomír Bukový        | Zoltán Žilinčík        | 1   | 1    | 2022 | slovenský ministr zdravotnictví      |
| Ivan Krúpa            | kpt. Jozef Brázda      | 1   | 1    | 2022 | šéf kriminálky                       |
| Kamil Mikulčík        | npor. Milan Štrba      | 1   | 1    | 2022 | vyšetřovatel                         |
| Michaela Majerníková  | ppor. Darina Bieliková | 1   | 1    | 2022 | vyšetřovatelka                       |
| Dušan Cinkota         | MUDr. Jozef Sláma      | 1   | 1    | 2022 | primář kardiologie                   |
| Edita Borsová         | MUDr. Táňa Slámová     | 1   | 1    | 2022 | manželka Jozefa Slámy                |
| Martin Nahálka        | MUDr. Samuel Braun     | 1   | 1    | 2022 | milenec Táňi Slámové                 |
| Róbert Jakab          | Alois Kubiš            | 1   | 1    | 2022 | recidivista                          |
| Dominika Morávková    | Eva Kubišová           | 1   | 1    | 2022 | manželka Aloise Kubiše               |
| Artur Haverda         | Ján Kubiš              | 1   | 1    | 2022 | syn Aloise Kubiše                    |
| Anastasia Kohutová    | Dagmar Kubišová        | 1   | 1    | 2022 | dcera Aloise Kubiše                  |
| Alena Pajtinková      | Viktória Glasáková     | 1   | 1    | 2022 | novinářka                            |

## Seznam dílů
| Č. v seriálu | Č. v řadě | Díl    | Scénář        | Premiéra na TV JOJ | Premiéra na ČT1 | Prod. kód |
| ------------ | --------- | ------ | ------------- | ------------------ | --------------- | --------- |
| 1            | 1         | 1. díl | Michal Kollár | 26. března 2022    | 3. dubna 2022   | 1-01      |
| 2            | 2         | 2. díl | Michal Kollár | 2. dubna 2022      | 10. dubna 2022  | 1-02      |
| 3            | 3         | 3. díl | Michal Kollár | 9. dubna 2022      | 17. dubna 2022  | 1-03      |
| 4            | 4         | 4. díl | Michal Kollár | 16. dubna 2022     | 24. dubna 2022  | 1-04      |
| 5            | 5         | 5. díl | Michal Kollár | 23. dubna 2022     | 1. května 2022  | 1-05      |
| 6            | 6         | 6. díl | Michal Kollár | 30. dubna 2022     | 8. května 2022  | 1-06      |
| 7            | 7         | 7. díl | Michal Kollár | 7. května 2022     | 15. května 2022 | 1-07      |
| 8            | 8         | 8. díl | Michal Kollár | 7. května 2022     | 22. května 2022 | 1-08      |